# Sèrie 500 de FGV

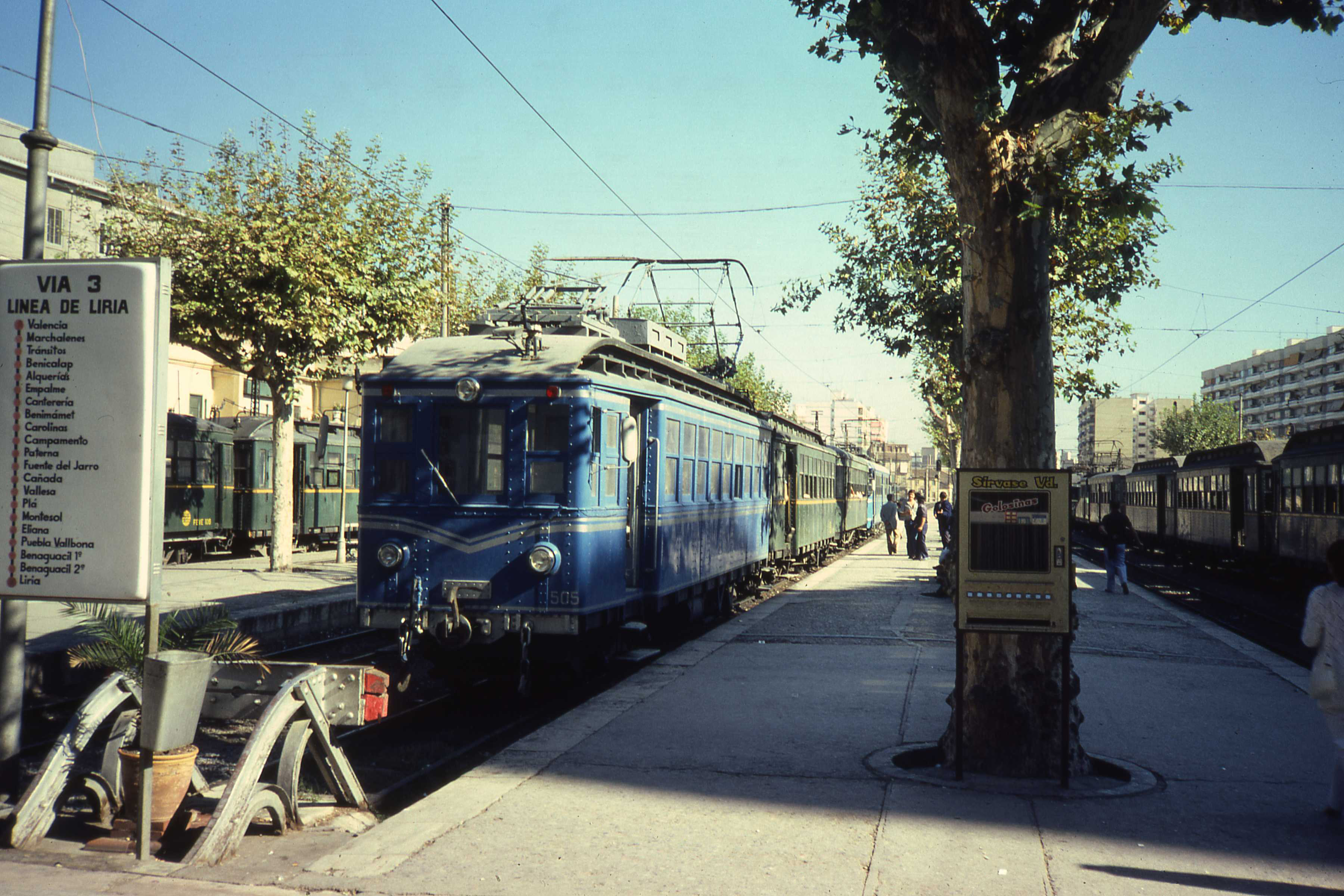
Sèrie 500-Wumag (FEVE) a Pont de Fusta el 1981

La sèrie 500 de FGV, coneguda també com WUMAG o portuguesos, fou una sèrie de d'automotors construïts entre els anys 1927 i 1929 per la companyia alemanya Waggonbau Görlitz o WUMAG. La sèrie 500 va ser operada per la Companyia de Tramvies i Ferrocarrils de València (CTFV), pels Ferrocarrils Espanyols de Via Estreta (FEVE) i finalment per Ferrocarrils de la Generalitat Valenciana (FGV), qui els retiraria del servei cap a finals de la dècada de 1980.

## Història
La sèrie va ser originalment produïda entre els anys 1927 i 1929 per la companyia alemanya Waggonbau Görlitz o WUMAG per les seues sigles, cap a Portugal (heus ací el malnom de portuguesos de la sèria), qui tenia prevista la construcció d'una nova línia, el Ferrocarril de Lima, a la zona de Viana do Castelo, al nord del país. La línia projectada mai va dur-se a termini i, l'any 1942, Portugal va vendre per 12.000.000 d'escuts a Valenciana d'Autobusos (VASA) sis automotors elèctrics, vint-i-quatre remolcs per a viatgers, dos furgons automotors i 12 motors Siemens & Halske. VASA, filial de la Companyia de Tramvies i Ferrocarrils de València (CTFV) va traspassar l'ús de les màquines a la segona, entrant en servei l'any 1943. Abans de la posada en servei de la sèrie, es va rebaixar la tensió de 1500 volts fins a 600 i també s'eliminà la primera classe dels cotxes, fent-ne tots de tercera. Com que molts dels cotxes-remolcs de passatgers tenien l'opció de motoritzar-se i convertir-se en automotors i s'havien comprat motors de sobra, la CTFV va convertir quatre remolcs en unitats automotors. La CTFV va destinar la sèrie a les línies de Pont de Fusta-Bétera i Pont de Fusta-Grau.
Quan la CTFV va fer fallida i les seues instal·lacions i material van passar a formar part dels Ferrocarrils Espanyols de Via Estreta (FEVE), les unitats de la sèrie 500 van ser pintades de color blau (una tonalitat característica de la FEVE), en lloc de l'antic color verd fosc amb detalls en groc. FEVE també va fer, al llarg de les dècades de 1960, 1970 i 1980 una sèrie de millores de manteniment als vehicles. Finalment, l'any 1987, la xarxa del trenet de València va passar a ser propietat de Ferrocarrils de la Generalitat Valenciana (FGV), qui va mantindre durant tot el primer any la sèrie 500, pintant-li el nou logo de FGV, tot i que sense alterar el color de FEVE. A finals de 1987, FGV donà de baixa totes les unitats de la sèrie 500. Actualment només es conserven tres unitats de la sèrie: la 503, restaurada amb els colors originals de la CTFV per FGV i les 506 i 510, en mans privades.

### Unitats
Heus ací una relació completa de les unitats de la sèrie:
| Vehicle | Any construcció | Fabricant | Any inici | Any baixa  | Destí final                                                  |
| ------- | --------------- | --------- | --------- | ---------- | ------------------------------------------------------------ |
| 501     | 1927            | WUMAG     | 1942-1943 | 1987       | Desballestat per FGV.                                        |
| 502     | 1927-1929       | WUMAG     | 1942-1943 | 14/10/1982 | Desballestat per accident.                                   |
| 503     | 1927-1929       | WUMAG     | 1942-1943 | 1987       | Restaurat i conservat per FGV.                               |
| 504     | 1927-1929       | WUMAG     | 1942-1943 | n/a        | Desballestat per incendi.                                    |
| 505     | 1927-1929       | WUMAG     | 1942-1943 | 1987       | Incendiat el 1957. Desballestat per FGV                      |
| 506     | 1927-1929       | WUMAG     | 1942-1943 | 1987       | En restauració privada.                                      |
| 507     | 1927-1929       | WUMAG     | 1942-1943 | 1987       | Procedent del remolc 303. Desballestat.                      |
| 508     | 1927-1929       | WUMAG     | 1942-1943 | 1984       | Procedent del remolc 311. Desballestat el 1984.              |
| 509     | 1927-1929       | WUMAG     | 1942-1943 | 1987       | Procedent del remolc 320. Desballestat per FGV.              |
| 510     | 1929            | WUMAG     | 1942-1943 | 1987       | Procedent del remolc 324. En restauració a Sineu (Mallorca). |

## Característiques tècniques
| Característica           | unitat | Cotxe M | Cotxe R |
| ------------------------ | ------ | ------- | ------- |
| Rodatge                  |        | n/a     | n/a     |
| Potència                 | V      | 600     | 600     |
| Velocitat màxima         | km/h   | 50      | 50      |
| Sistemes de seguretat    |        | n/a     | n/a     |
| Comandament múltiple     |        | n/a     | n/a     |
| Longitud unitat de tren  | mm     | 12.500  | 12.500  |
| Longitud de les caixes   | mm     | n/a     | n/a     |
| Amplada màxima           | mm     | 2.600   | 2.600   |
| Alçada màxima            | mm     | 2.800   | 2.800   |
| Tara unitat de tren      | kg     | n/a     | n/a     |
| Pes màxim unitat de tren | kg     | n/a     | n/a     |
| Tara de cada cotxe       | kg     | n/a     | n/a     |
| Pes màxim de cada cotxe  | kg     | 22.500  | 14.500  |
| Pes màxim per eix        | T      | n/a     | n/a     |
| Places assegudes         |        | n/a     | n/a     |
| FONT:                    |        |         |         |